# Nasa karsteniana
Nasa karsteniana là một loài thực vật có hoa trong họ Loasaceae. Loài này được (Urb. & Gilg) Wiegand mô tả khoa học đầu tiên năm 2001.